# Paludi di Porpetto
Paludi di Porpetto este o arie protejată (arie specială de conservare — SAC, sit de importanță comunitară — SCI) din Italia întinsă pe o suprafață de 24 ha, integral pe uscat.

## Localizare
Centrul sitului Paludi di Porpetto este situat la coordonatele 45°52′03″N 13°13′38″E / 45.8675°N 13.2272°E.

## Înființare
Situl Paludi di Porpetto a fost declarat sit de importanță comunitară în septembrie 1995 pentru a proteja 3 specii de plante și 23 de specii de animale. Situl a fost protejat și ca arie specială de conservare în octombrie 2013.

## Biodiversitate
Situată în ecoregiunea continentală, aria protejată conține 7 habitate naturale: Lacuri eutrofice naturale cu vegetație de tip Magnopotamion sau Hydrocharition, Păduri ilirice de stejar și carpen (Erythronio-Carpinion), Mlaștini alcaline, Liziere de ierburi înalte hidrofile de câmpie și de nivel montan până la alpin, Mlaștini calcaroase cu Cladium mariscus și specii de Caricion davallianae, Pajiști uscate din regiunea submediteraneeană estică (Scorzoneratalia villosae), Păduri aluvionare cu Alnus glutinosa și Fraxinus excelsior (Alno-Padion, Alnion incanae, Salicion albae).
La baza desemnării sitului se află mai multe specii protejate:
- plante (3): Erucastrum palustre, Euphrasia marchesettii, Gladiolus palustris
- păsări (13): pescăruș albastru (Alcedo atthis), egretă mare (Ardea alba), erete de stuf (Circus aeruginosus), erete vânăt (Circus cyaneus), erete cenușiu (Circus pygargus), egretă mică (Egretta garzetta), stârc pitic (Ixobrychus minutus), sfrâncioc roșiatic (Lanius collurio), pescăruș-cu-cap-negru (Larus melanocephalus), gaia neagră (Milvus migrans), stârc de noapte (Nycticorax nycticorax), cresteț pestriț (Porzana porzana), Zapornia parva
- amfibieni (3): izvoraș-cu-burta-galbenă (Bombina variegata), Rana latastei, Triturus carnifex
- nevertebrate (4): Austropotamobius pallipes, Euplagia quadripunctaria, Maculinea teleius, Vertigo angustior
- pești (2): Cobitis bilineata, Sabanejewia larvata
- reptile (1): țestoasa de baltă (Emys orbicularis)

Pe lângă speciile protejate, pe teritoriul sitului au mai fost identificate 10 specii de plante, 3 specii de amfibieni, 2 specii de mamifere, 3 specii de nevertebrate, 1 specie de pești, 5 specii de reptile.